# Изложба „Нови чланови” (2008)
Изложба „Нови чланови” се одржала у периоду од 9. фебруара до 1. марта 2008. године у Уметничком павиљону „Цвијета Зузорић”.

## Излагачи

### Сликари
1. Ирена Горењак Бијелић
2. Вера Ивезић Бикицки
3. Андријана Нешковић Богдановић
4. Данијела Богићевић
5. Иван Величковић
6. Владана Виторовић
7. Вукан Вуканић
8. Звонко Главић
9. Александра Ђурић
10. Никша Ерцеговић
11. Милица Живадиновић
12. Душан Живковић
13. Марина Живковић
14. Кристина Иванишевић
15. Гордана Илић
16. Марија Јовановић
17. Иван Јурковић
18. Србољуб Којадиновић
19. Душанка Комненић
20. Иван Коцић
21. Миа Луковац
22. Борис Лукић
23. Павле Максимовић
24. Саша Марјановић
25. Владимир Миловановић
26. Владимир Милошевић
27. Оливера Мићић
28. Марјан Најдановић
29. Реџеп Никшић
30. Маја Обрадовић
31. Софија Поповић
32. Мирјана Радовановић
33. Дуња Савчић
34. Јелена Сташевић
35. Јелена Стевин
36. Дарко Стојков
37. Милица Стојшин
38. Јована Филиповић
39. Предраг Чомагић
40. Славица Новаковић Шаловић

### Графичари
1. Марина Манојловић
2. Михаило Станисавац

### Вајари
1. Борис Зечевић
2. Владислава Крстић
3. Звездана Лазин
4. Миодраг Пантовић
5. Ирина Бошњак Перишић
6. Милица Ружичић
7. Марина Стојановић

### Проширени медији
1. Маја Бадњевић
2. Маја Бегановић
3. Александра Лаловић Васић
4. Гордана Жикић
5. Дејан Марковић
6. Маријана Маркоска
7. Милан Нинковић
8. Данило Прњат
9. Мирјана Ранковић
10. Селена Савић
11. Марина Црномарковић
12. Виктор Шекуларац